# Nhóm nhị diện

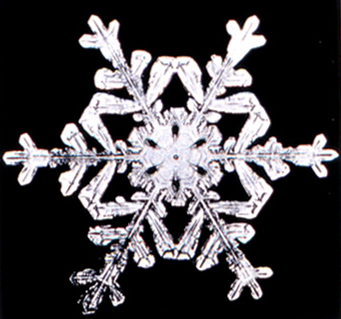
Nhóm đối xứng của một bông tuyết là D_{6}, giống với đối xứng nhị diện của lục giác

Trong toán học, một nhóm nhị diện là một nhóm các đối xứng của một đa giác đều, gồm các phép quay, các phép phản xạ và các phép quay phi chính. Nhóm nhị diện là một trong những ví dụ đơn giản nhất của các nhóm hữu hạn, có vai trò quan trọng trong lý thuyết nhóm, hình học và hóa học.

## Định nghĩa

### Các phần tử

Sáu trục phản xạ trên hình lục giác đều

Một đa giác đều với {\displaystyle n} cạnh có {\displaystyle 2n} đối xứng khác nhau: có {\displaystyle n} đối xứng quay và {\displaystyle n} đối xứng phản xạ. Thường thì ta chỉ xét {\displaystyle n\geq 3} . Các phép quay và phản xạ nói trên tạo nên nhóm nhị diện {\displaystyle \mathrm {D} _{n}}. Nếu {\displaystyle n} lẻ, mỗi trục đối xứng nối trung điểm của một cạnh sang điểm đối diện. Nếu {\displaystyle n} chẵn, thì ta có {\displaystyle n/2} trục đối xứng nối trung điểm của các cạnh đối diện nhau và {\displaystyle n/2} trục đối xứng giữa hai điểm đối diện. Bất kể trường hợp nào, ta đều có {\displaystyle n} trục đối xứng và {\displaystyle 2n} phần tử trong nhóm. Phản xạ qua một trục đối xứng theo sau một phản xạ khác qua một trục đối xứng khác sẽ cho phép quay với góc bằng hai lần góc giữa hai trục.
Bức ảnh sau minh họa tác động của 16 phần tử của nhóm {\displaystyle \mathrm {D} _{8}} trên biển báo giao thông:
Hàng đầu tiên biểu diễn tác động dưới phép quay, và hàng thứ hai biểu diễn tác động của phép phản xạ, Trong đó mỗi trường hợp tác động với biển ban đầu tại góc trên bên trái.

### Cấu trúc nhóm
Giống như mọi đối tượng hình học, hợp của hai đối xứng của một đa giác đều cũng là đối xứng của nó.  Với phép hợp thực hiện như một phép toán hai ngôi, Các đối xứng của đa giác đều hình thành nên cấu trúc đại số của nhóm hữu hạn.

Các đường phản xạ được gọi là S_{0}, S_{1}, và S_{2} được giữ nguyên (trên giấy) và không di chuyển khi phép đối xứng (quay hoặc phản xạ) được thực hiện trên tam giác

Hợp của hai phẩn xạ này là một phép quay

Bảng Cayley sau cho thấy tác động của nhóm D3 (các đối xứng của tam giác đều).  r0 là phần tử đơn vị; r1 và r2 biểu thị phép quay ngược kim đồng hồ 120° và 240° tương ứng, còn s0, s1 và s2 biểu thị phản xạ qua ba đường như trong ảnh sau.
|    | r0 | r1 | r2 | s0 | s1 | s2 |
| -- | -- | -- | -- | -- | -- | -- |
| r0 | r0 | r1 | r2 | s0 | s1 | s2 |
| r1 | r1 | r2 | r0 | s1 | s2 | s0 |
| r2 | r2 | r0 | r1 | s2 | s0 | s1 |
| s0 | s0 | s2 | s1 | r0 | r2 | r1 |
| s1 | s1 | s0 | s2 | r1 | r0 | r2 |
| s2 | s2 | s1 | s0 | r2 | r1 | r0 |

Ví dụ, s2s1 = r1, vì phản xạ s1 theo sau phản xạ s2 tạo thành phép quay 120°.  Phép hợp không có tính giao hoán.
Tổng quát thì, nhóm Dn có r0, ..., rn−1 và s0, ..., sn−1, với phép hợp thỏa mãn công thức sau:
{\displaystyle \mathrm {r} _{i}\,\mathrm {r} _{j}=\mathrm {r} _{i+j},\quad \mathrm {r} _{i}\,\mathrm {s} _{j}=\mathrm {s} _{i+j},\quad \mathrm {s} _{i}\,\mathrm {r} _{j}=\mathrm {s} _{i-j},\quad \mathrm {s} _{i}\,\mathrm {s} _{j}=\mathrm {r} _{i-j}.}
Trong mọi trường hợp, cộng và trừ các phần tử {\displaystyle i,j} dùng phép toán modulo với modulo n.

### Biểu diễn ma trận

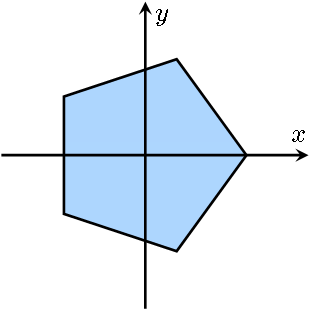
Các đối xứng của ngũ giác này là các phép biến đổi tuyến tính trên một mặt phẳng như 1 không gian vectơ.

Nếu ta đặt tâm của đa giác đều tại gốc tọa độ O trong hệ tọa độ, thì các phần tử trong nhóm nhị diện hoạt động tương tự như các phép biến đổi tuyến tính trên mặt phẳng.  Nó giúp ta biểu diễn các phần tử của Dn thành các ma trận, với phép hợp là phép nhân ma trận.Đây là ví dụ của biểu diễn nhóm (2 chiều).
Để lấy ví dụ, các phần tử của nhóm D4 có thể biểu diễn bằng 8 ma trận sau đây:
{\displaystyle {\begin{matrix}\mathrm {r} _{0}=\left({\begin{smallmatrix}1&0\\[0.2em]0&1\end{smallmatrix}}\right),&\mathrm {r} _{1}=\left({\begin{smallmatrix}0&-1\\[0.2em]1&0\end{smallmatrix}}\right),&\mathrm {r} _{2}=\left({\begin{smallmatrix}-1&0\\[0.2em]0&-1\end{smallmatrix}}\right),&\mathrm {r} _{3}=\left({\begin{smallmatrix}0&1\\[0.2em]-1&0\end{smallmatrix}}\right),\\[1em]\mathrm {s} _{0}=\left({\begin{smallmatrix}1&0\\[0.2em]0&-1\end{smallmatrix}}\right),&\mathrm {s} _{1}=\left({\begin{smallmatrix}0&1\\[0.2em]1&0\end{smallmatrix}}\right),&\mathrm {s} _{2}=\left({\begin{smallmatrix}-1&0\\[0.2em]0&1\end{smallmatrix}}\right),&\mathrm {s} _{3}=\left({\begin{smallmatrix}0&-1\\[0.2em]-1&0\end{smallmatrix}}\right).\end{matrix}}}
Tổng quát thì, các ma trận cho nhóm Dn có dạng sau:
{\displaystyle {\begin{aligned}\mathrm {r} _{k}&={\begin{pmatrix}\cos {\frac {2\pi k}{n}}&-\sin {\frac {2\pi k}{n}}\\\sin {\frac {2\pi k}{n}}&\cos {\frac {2\pi k}{n}}\end{pmatrix}}\ \ {\text{và}}\\\mathrm {s} _{k}&={\begin{pmatrix}\cos {\frac {2\pi k}{n}}&\sin {\frac {2\pi k}{n}}\\\sin {\frac {2\pi k}{n}}&-\cos {\frac {2\pi k}{n}}\end{pmatrix}}.\end{aligned}}}
rk là ma trận quay, quay ngược kim đồng hồ 1 góc 2πk/n.  sk là phản xạ qua đường tạo góc πk/n với trục x.